# Marek Kręglewski
Marek Kręglewski (ur. 28 listopada 1949 w Poznaniu) – polski chemik, profesor nauk chemicznych, długoletni prorektor Uniwersytetu im. Adama Mickiewicza w Poznaniu.

## Życiorys
Studia chemiczne ukończył w 1976, w 1978 uzyskał stopień naukowy doktora, a w 1987 stopień doktora habilitowanego. W 2009 otrzymał tytuł profesora nauk chemicznych. Specjalizuje się w zakresie chemii teoretycznej, spektroskopii molekularnej i teoretycznej.
Zawodowo związany z Wydziałem Chemii UAM, gdzie doszedł do stanowiska profesora nadzwyczajnego. W 2007 został kierownikiem Zakładu Chemii Teoretycznej. Był prorektorem ds. studenckich i nauczania (1993–1996) oraz ds. nauki i współpracy międzynarodowej (1996–1999 i 2005–2008). W 2002 został dyrektorem Międzyuniwersyteckiego Centrum Informatyzacji. Był członkiem zarządu Społecznego Towarzystwa Oświatowego, kierował oddziałem poznańskim Polskiego Towarzystwa Chemicznego. Był też członkiem Kapituły do Spraw Profesorów Oświaty.